# Uzbečka sovjetska enciklopedija
Uzbečka sovjetska enciklopedija (ruski: Узбекская советская энциклопедия, uzbečki: Ўзбек совет энциклопедияси) prva je opća enciklopedija na uzbečkome. Pisana je ćirilicom. 

## Povijest
Uzbečku sovjetsku enciklopediju izdavala je Glavna redakcija Uzbečke sovjetske enciklopedije (ruski: Главной редакцией Узбекской советской энциклопедии, Oʻzbek sovet ensiklopediyasi“ning Bosh redaksiyasi) od 1971. do 1980. godine u 14 svezaka. Glavni urednik od 1. do 9. sveska bio je Ibrahim Muminovič Muminov (ruski: Ибрагим Муминович Муми́нов, uzbečki: Ibrohim Moʻminovich Moʻminov), doktor filozofskih znanosti i akademik Akademije znanosti Uzbečke Sovjetske Socijalističke Republike, a glavni urednik od 10. do 14. sveska bio je akademik Kamildžan Ahmedžanovič Zufarov (ruski: Камилджан Ахмеджанович Зуфаров, uzbečki: Komiljon Ahmadjonovich Zufarov). Na temelju tih 14 svezaka 1981. godine objavljena je jednosveščana enciklopededija pod nazivom „Uzbečka SSR” (ruski: «Узбекская ССР» „Oʻzbekiston SSR“), a sedam godina kasnija, 1988. godine, na uzbečkome. 

## Sadržaj
Enciklopedija obuhvaća gotovo sva područja znanja, no prilikom iznošenja činjenica i pojedinosti kod prezentacije građe primjećuje se utjecaj komunističke ideologije.
Principi stvaranja članaka Uzbečke sovjetske enciklopedije stvoreni su u uvjetima sovjetskoga političkoga i ideološkoga sustava što je izazvalo asocijacije kod zapadnjačkih učenjaka s nasljedstvom džadidizma u početku 20 stoljeća.
Uzbečka sovjetska enciklopedija u potpunosti daje pozitivan prikaz stavova uzbečkih sufijskih filozofa, poput Hodže Ahmeda Jasevija (kazaški: Қожа Ахмет Ясауи, ruski: Ходжа Ахме́д Ясави́, tatarski: Әхмәд Ясәви', Хуҗа Әхмәд, Кол Әхмәд, turkmenski: Hoja Ahmet Ýasawiy, uzbečki: Xoja Ahmad Yassaviy).
Neki autori kritiziraju djela pisaca, poput Abduraufa Fitrata (ruski: Абдурауф Фитрат, uzbečki: Abdurauf Fitrat) i Abdulhamida Sulejmana uglija Junsova (ruski: Абдулхамид Сулейман угли Юнусов, uzbečki: Abdulhamid Sulaymon o’g’li Yunusov), poznatoga i pod imenom Čulpan (ruski: Чулпан, uzbečki: Cho’lpon) zbog buržoazijskoga nacionalizma, no kasnije se, u vremenu glasnosti, takve ocjene enciklopedije nisu smatrale aktivnima.

## Sadržaj svezaka
| Broj sveska | Ime sveska                 | Godina objavljivanja |
| ----------- | -------------------------- | -------------------- |
| 1           | A — Аҳқар                  | 1971.                |
| 2           | B — Вақф                   | 1972.                |
| 3           | Вақфнома — Деҳли           | 1972.                |
| 4           | Деҳнав — Индустрия         | 1973.                |
| 5           | Индустриялаш — Конкуренция | 1974.                |
| 6           | Конкурс — Мармар           | 1975.                |
| 7           | Мармар окиси — Никелин     | 1976.                |
| 8           | Никеллаш — Помир           | 1976.                |
| 9           | Помирдарё — Синдикат       | 1977.                |
| 10          | Синдлар — Текислик         | 1978.                |
| 11          | Текислик — Фазлий          | 1978.                |
| 12          | Фазо — Шашка               | 1979.                |
| 13          | Шашмақом — Қавс            | 1979.                |
| 14          | Қавчин — Ҳуқуҳ             | 1980.                |

## Vanjske poveznice
- Большой энциклопедический словарь, 2000 г., «Узбекская Советская Энциклопедия»